# 特罗蒂克米尔池塘
特罗蒂克米尔池塘和自然保護區（英語：Trottick Mill Ponds and Nature Reserve）是一個位於鄧迪特罗蒂克米尔的地方自然保護區，連接著代蒂溪，擁有者為鄧迪市政府，由乡间护林员（Countryside Rangers）和苏格兰野生动植物信托基金營運

## 歷史
特罗蒂克米尔池塘建立的最初目的為替附近克拉弗豪斯麻布工廠提供清潔和降溫水源，並興建了水閘以控制保護區水流及利用水車使代蒂溪的水能流進池塘。
池塘是鄧迪市的綠循環單車徑之一，在2016年獲得改善工程，並在2020年入選蘇格蘭先驅報的十大綠循環單車徑之一。

## 野生動物
保護區內可找到數種野生動物，包括疣鼻天鹅、大山雀、藍山雀、歐亞鴝、鷗、西方狍等。此外亦有不同種類的蟾蜍和无尾目在此棲息。

## 維護
特罗蒂克米尔池塘主要由乡间护林员無償維護，水閘仍然使用以確保池塘的水循環。

## 外部連結
- 丹地市議會特罗蒂克米尔池塘 （页面存档备份，存于）